# Hospital Amiri
El Hospital Amiri (en árabe: المستشفى الأميري) Es un hospital general ubicado en la ciudad de Kuwait que sirve a unos 400 000 pacientes al año.
El hospital fue construido en 1949 con el fin de ser el primer hospital estatal del país. Antes sólo había un hospital misionero EE. UU. y pequeñas clínicas a cargo de los médicos en sus propias casas. El edificio original del hospital se cerró en la década de 1970 después de la apertura de un nuevo y moderno edificio.